# 가평군수
가평군수는 경기도 가평군의 군수이다.

## 관선(1950~1995년)
| 대수 | 성명   | 임기                                | 비고 |
| ---- | ------ | ----------------------------------- | ---- |
| 1대  | 이하재 | 1948년 10월 1일 ~ 1950년 5월 4일    |      |
| 2대  | 오형근 | 1950년 5월 25일 ~ 1953년 5월 29일   |      |
| 3대  | 조재신 | 1953년 5월 30일 ~ 1954년 10월 29일  |      |
| 4대  | 박상진 | 1954년 10월 30일 ~ 1956년 9월 21일  |      |
| 5대  | 문상렬 | 1956년 9월 22일 ~ 1957년 3월 1일    |      |
| 6대  | 정윤찬 | 1957년 3월 2일 ~ 1958년 11월 4일    |      |
| 7대  | 민병태 | 1958년 11월 5일 ~ 1959년 11월 26일  |      |
| 8대  | 이주진 | 1959년 11월 27일 ~ 1960년 5월 22일  |      |
| 9대  | 이현모 | 1960년 5월 23일 ~ 1960년 6월 30일   |      |
| 10대 | 정윤태 | 1960년 7월 21일 ~ 1961년 7월 20일   |      |
| 11대 | 진희상 | 1961년 7월 21일 ~ 1965년 11월 10일  |      |
| 12대 | 민충선 | 1965년 11월 11일 ~ 1967년 12월 10일 |      |
| 13대 | 이규선 | 1967년 12월 11일 ~ 1971년 8월 21일  |      |
| 14대 | 박제혁 | 1971년 8월 22일 ~ 1972년 7월 31일   |      |
| 15대 | 김진태 | 1972년 8월 1일 ~ 1974년 3월 5일     |      |
| 16대 | 황두영 | 1974년 3월 6일 ~ 1974년 11월 29일   |      |
| 17대 | 김태수 | 1974년 11월 30일 ~ 1976년 3월 30일  |      |
| 18대 | 최종구 | 1976년 3월 31일 ~ 1977년 2월 10일   |      |
| 19대 | 안병제 | 1977년 2월 11일 ~ 1979년 4월 30일   |      |
| 20대 | 백종민 | 1979년 5월 1일 ~ 1980년 8월 1일     |      |
| 21대 | 김한수 | 1980년 8월 2일 ~ 1982년 3월 2일     |      |
| 22대 | 이성환 | 1982년 3월 3일 ~ 1984년 6월 13일    |      |
| 23대 | 권호장 | 1984년 6월 14일 ~ 1984년 9월 21일   |      |
| 24대 | 송달용 | 1984년 9월 22일 ~ 1985년 7월 5일    |      |
| 25대 | 신중대 | 1985년 7월 10일 ~ 1986년 6월 24일   |      |
| 26대 | 천명수 | 1986년 6월 25일 ~ 1988년 6월 10일   |      |
| 27대 | 이현직 | 1988년 6월 11일 ~ 1989년 12월 26일  |      |
| 28대 | 김용규 | 1989년 12월 27일 ~ 1992년 5월 15일  |      |
| 29대 | 정종흔 | 1992년 5월 16일 ~ 1994년 1월 3일    |      |
| 30대 | 홍성규 | 1994년 1월 4일 ~ 1994년 12월 31일   |      |
| 31대 | 한석규 | 1995년 1월 1일 ~ 1995년 6월 30일    |      |

## 역대 가평군수 민선(1995~)
| 대수 | 이름   | 임기기간                          | 비고          |
| ---- | ------ | --------------------------------- | ------------- |
| 32대 | 이현직 | 1995년 7월 2일 ~ 2002년 6월 30일  | 민선1, 2기    |
| 33대 | 이현직 | 1995년 7월 2일 ~ 2002년 6월 30일  | 민선1, 2기    |
| 34대 | 양재수 | 2002년 7월 1일 ~ 2007년 3월 3일   | 민선3, 4기    |
| 35대 | 양재수 | 2002년 7월 1일 ~ 2007년 3월 3일   | 민선3, 4기    |
| 36대 | 이진용 | 2007년 4월 27일 ~ 2013년 1월 23일 | 민선4, 5기    |
| 37대 | 이진용 | 2007년 4월 27일 ~ 2013년 1월 23일 | 민선4, 5기    |
| 38대 | 김성기 | 2013년 4월 25일 ~ 2022년 6월 30일 | 민선5, 6, 7기 |
| 39대 | 김성기 | 2013년 4월 25일 ~ 2022년 6월 30일 | 민선5, 6, 7기 |
| 40대 | 김성기 | 2013년 4월 25일 ~ 2022년 6월 30일 | 민선5, 6, 7기 |
| 41대 | 서태원 | 2022년 7월 1일 ~                  | 민선8기       |

## 같이 보기
- 가평군수 선거